# Батраков Юрій Васильович
Юрій Васильович Батраков (рос. Юрий Васильевич Батраков; 6 травня 1926, Ташкент — 22 травня 2013, Санкт-Петербург) — радянський астроном і механік.

## Життєпис
Родився в Ташкенті. У 1950 закінчив Ленінградський університет. Після закінчення аспірантури при цьому університеті працював упродовж 1953—1955 років у Механічному інституті в Ленінграді. З 1955 працював в Інституті теоретичної астрономії АН СРСР (з 1967 — заступник директора з наукової роботи, з 1978 — професор), співробітник ІПА РАН, Санкт-Петербург.
Основні наукові роботи присвячені небесній механіці. Знайшов (1955) періодичні рішення просторової обмеженої кругової задачі трьох тіл з рухомим вузлом. Встановив (1957) існування положень відносної рівноваги (точок лібрації) для супутників еліпсоїдної планети, в ці точки тепер поміщаються геостаціонарні штучні супутники Землі (ШСЗ); виявив (1958) існування несиметричної розподілу великих напівосей астероїдів відносно співвимірюваностей: на внутрішній стороні сумірності в середньому більше астероїдів, чим на зовнішній. Побудував (1959, спільно з В. Ф. Проскуріним) першу в СРСР аналітичну теорію руху ШСЗ. Розробив метод визначення орбіт ШСЗ з оптичних спостережень з помилками часу (1960) і метод визначення гравітаційного поля Землі за рухом резонансних ШСЗ (1963). Побудував (1974—1980) новий клас дотичних проміжних орбіт для вивчення збудженого руху у разі зближень малого тіла з великими планетами. Показав (1974, спільно з А. С. Барановим), що динамічне тертя в зоряних скупченнях приводить до накопичення масивних зірок в околиці центру скупчення, якщо скупчення не обертається, і в околиці площини екватора скупчення, якщо воно обертається. Розробив (1981—1982) методику побудови ефемерід небесних тіл, засновану на використанні чебишовських сплайнів. Запропонував (1984) метод визначення остаточних орбіт небесних тіл, в якому замість початкових спостережень використовуються орбіти, отримані в окремих появах.
Відповідальний редактор щорічної збірки «Ефемеріди малих планет». З 1980 очолював робочу групу «Динаміка малих планет і комет» секції «Небесна механіка» Астрономічної ради АН СРСР.
На честь ученого названо астероїд 2702 Батраков.